# Agoitz
Agoitz település Spanyolországban, Navarra autonóm közösségben. Agoitz Lónguida – Longida községgel határos. Lakosainak száma 3007 fő (2024).

## Népesség
A település népessége az elmúlt években az alábbi módon változott:
| Lakosok száma | 1862 | 2099 | 2175 | 2464 | 2571 | 2629 | 2564 | 2695 | 2791 | 3007 |
|               | 2001 | 2004 | 2006 | 2009 | 2011 | 2014 | 2016 | 2019 | 2021 | 2024 |